# Крамаренко Андрій Макарович
Андрі́й Мака́рович Крамаре́нко, в Указі ПВР СРСР — Краморенко (нар. 16 травня 1918 — пом. 30 квітня 1965) — радянський військовик часів Другої світової війни, командир 3-ї стрілецької роти 3-го мотострілецького батальйону 16-ї гвардійської механізованої бригади 6-го гвардійського механізованого корпусу (4-а танкова армія), гвардії старший лейтенант. Герой Радянського Союзу (1945).

## Життєпис
Народився 16 травня 1918 року в селі Кам'янечому, нині Новоархангельського району Кіровоградської області, в селянській родині. Українець. навчався в рідному селі, а згодом — у Києві.
До лав РСЧА призваний Дарницьким РВК міста Києва у 1937 році. Учасник Польського походу РСЧА 1939 року, радянсько-фінської війни 1939–1940 років. Учасник німецько-радянської війни з 22 червня 1941 року. В серпні того ж року був важко поранений, знову в строю — у вересні — жовтні 1942 року, та з березня 1944 року. Член ВКП(б) з 1944 року.
19 липня 1944 року, діючи як танковий десант, зі своєю ротою на броні трьох танків Т-34 першим увірвався до міста Перемишляни (Львівська область) й утримував його до підходу головних сил. Протягом наступного дня зі своїми бійцями відбив 15 контратак переважаючого силами супротивника. Будучи тричі пораненим, не полишив поле бою. У вуличних боях за Львів був ще двічі поранений, але залишився в строю.
Особливо командир 3-ї стрілецької роти 3-го мотострілецького батальйону 16-ї гвардійської механізованої бригади 6-го гвардійського механізованого корпусу гвардії старший лейтенант А. М. Крамаренко відзначився під час Вісло-Одерської операції військ 1-го Українського фронту. 26 січня 1945 року рота під його командуванням першою в бригаді під сильним рушнично-кулеметним і артилерійським вогнем супротивника форсувала річку Одер і рішучою атакою захопила висоту на західному березі річки північніше населеного пункту Кебен (Хобеня, Польща), чим забезпечила бригаді форсування без втрат. Завдяки чіткому керівництву рота захопила хутір Безіменний, що 1,5 км північно-західніше Кебена, й тричі відбивала контратаки переважаючих сил ворога, знищивши 120 солдатів і офіцерів, захопивши ДОТ і 7 кулеметів.
День Перемоги зустрів у Празі. По закінченні війни продовжив військову службу в Збройних силах СРСР. В липні 1953 року капітан А. М. Крамаренко вийшов у запас. Мешкав у Києві, працював начальником цеху фабрики «Перемога». Помер 30 квітня 1965 року. Похований на Байковому кладовищі.

## Нагороди
Указом Президії Верховної Ради СРСР від 10 квітня 1945 року за зразкове виконання бойових завдань командування на фронті боротьби з німецько-фашистськими загарбниками та виявлені при цьому відвагу і героїзм, гвардії старшому лейтенантові Крамаренку Андрію Макаровичу присвоєне звання Героя Радянського Союзу з врученням ордена Леніна і медалі «Золота Зірка».
Також був нагороджений орденом Червоного Прапора (22.08.1944) і медалями.